# مقاطعة تيريبون (لويزيانا)
مقاطعة تيريبون (بالإنجليزية: Terrebonne Parish, Louisiana)‏ هي إحدى مقاطعات ولاية لويزيانا في الولايات المتحدة. تأسست سنة 1822، وتبلغ مساحتها 5387 كم2، بلغ عدد سكانها 111860 نسمة في عام 2010 حسب إحصاء مكتب تعداد الولايات المتحدة .

## وصلات خارجية
- www.tpcg.org
- United States Counties